# Fallen Angel (The X-Files)
«Fallen Angel» es el décimo episodio de la primera temporada de la serie de televisión de ciencia ficción estadounidense The X-Files. Se estrenó en la cadena Fox el 19 de noviembre de 1993. Fue escrito por Howard Gordon y Alex Gansa, y dirigido por Larry Shaw. El episodio vio a Jerry Hardin repetir su papel de Garganta Profunda. El episodio exploró la mitología general de la serie. El episodio fue en su mayoría bien recibido.
El programa se centra en los agentes especiales del FBI Fox Mulder (David Duchovny) y Dana Scully (Gillian Anderson), quienes trabajan en casos vinculados a lo paranormal llamados expedientes X. Cuando Mulder y Scully investigan el misterioso lugar de un accidente, descubren que los informes oficiales del incidente pueden estar encubriendo el accidente de un ovni. Mientras tanto, Mulder conoce a un ufólogo que cree que puede ser un ex abducido.
El episodio presentó al personaje fanático de los ovnis Max Fenig, interpretado por Scott Bellis, quien más tarde regresaría en los episodios de la cuarta temporada «Tempus Fugit» y «Max». Además, Fenig también sentó las bases para la presentación de los pistoleros solitarios en el episodio posterior de la primera temporada «E.B.E.».

## Argumento
Cerca de Townsend, Wisconsin, un ovni se estrella en el bosque. Cuando el ayudante del sheriff llega a la escena, es asesinado por una figura invisible mientras está rodeado por una luz blanca brillante. Mientras la Fuerza Aérea monitorea el accidente, el coronel Calvin Henderson, el experto militar en reclamaciones de ovnis, lanza una operación para limpiar el sitio.
Después de consultar con Garganta Profunda, Fox Mulder (David Duchovny) viaja a Townsend y toma fotos del lugar del accidente, solo para ser capturado. Después de ser interrogado por Henderson, Mulder es detenido junto a un excéntrico miembro de NICAP llamado Max Fenig (Scott Bellis), quien también fue capturado en el bosque. A la mañana siguiente, Dana Scully (Gillian Anderson) llega para recuperar a Mulder y le dice que el jefe de la sección del FBI, Joseph McGrath, amenaza con cerrar los expedientes X por sus acciones. Ella también afirma que los restos fueron identificados como un avión de combate libio derribado; Mulder descarta esta explicación. Mientras tanto, el ocupante invisible del ovni atraviesa una valla eléctrica instalada alrededor del lugar del accidente, escapando al mundo exterior.
Los agentes regresan a la habitación del motel de Mulder y la encuentran saqueada por Max. Resulta ser un fanático de Mulder, después de haber seguido la investigación de NICAP sobre su trabajo en los expediente X. Max lleva a los agentes a su remolque Airstream, donde les muestra transmisiones de audio del oficial, así como a un equipo de bomberos que llegó al lugar del accidente. Mulder y Scully visitan a la viuda del diputado, quien afirma que el gobierno no entregará el cuerpo de su esposo y la amenazó con guardar silencio. También conocen a un médico que trató al diputado y al equipo de bomberos, revelando que murieron de quemaduras anormalmente severas; afirma que también fue amenazado. Henderson llega al hospital con un grupo de soldados quemados, que fueron atacados después de que arrinconaron al extraterrestre invisible en su base.
Mulder regresa al motel y encuentra a Max dentro de su remolque, aparentemente teniendo un ataque epiléptico. Mientras Mulder atiende a Max, descubre una misteriosa cicatriz detrás de la oreja de Max. Mulder revisa expedientes X anteriores, descubriendo cicatrices similares en dos abducidos extraterrestres reportados. Scully cree que cualquier experiencia de abducción que tuvo Max fue un delirio esquizofrénico, habiendo notado medicamentos en su remolque. Pero Mulder cree que Max, a pesar de su interés en los ovnis, desconoce por completo sus experiencias y fue guiado a Townsend por sus secuestradores la noche del accidente.
La Fuerza Aérea rastrea un ovni más grande mientras se cierne sobre Townsend. El extraterrestre invisible entra en el tráiler de Max y lo secuestra. Cuando los agentes visitan el tráiler y encuentran a Max desaparecido, una transmisión de radio del Ejército revela que fue transportado a un muelle. Corren para salvar a Max mientras los hombres de Henderson recorren el área buscándolo. El extraterrestre mata a dos soldados que se encuentran con Max, lo que hace que huya a un almacén. Cuando Mulder encuentra a Max adentro, el edificio está rodeado por las fuerzas de Henderson. Mulder intenta consolar a Max, pero es atacado y herido por el extraterrestre. Mulder luego ve a Max flotando en una columna de luz antes de desaparecer. Cuando Henderson descubre que Max desapareció, ordena que arresten a Mulder.
De vuelta en Washington, tanto Scully como Mulder informan al Jefe de Sección McGrath, quien no cree en sus afirmaciones. McGrath ofrece una reprimenda especialmente dura a Mulder y presenta un testimonio escrito de Henderson que afirma que el cuerpo de Max fue encontrado en un contenedor de carga. McGrath y su junta disciplinaria deciden cerrar los expedientes X y despedir a Mulder del FBI, pero Garganta Profunda veta la decisión, quien siente que sería más peligroso para ellos permitir que Mulder se convierta en denunciante que dejarlo continuar su trabajo.

## Producción
«Fallen Angel» fue escrito por Howard Gordon y Alex Gansa, y dirigido por Larry Shaw. El episodio presagia el cierre de los expedientes X, que ocurriría en el final de la temporada, «The Erlenmeyer Flask». El personaje fanático de los ovnis Max Fenig también sentó las bases para la presentación de los pistoleros solitarios en el episodio posterior de la temporada «E.B.E». Scott Bellis volvería a interpretar su papel de Max en los episodios de la cuarta temporada «Tempus Fugit» y «Max», que explicaban el destino del personaje después de su desaparición en este episodio. La gorra de béisbol NICAP de Max haría una breve aparición en la oficina de Mulder en «Beyond the Sea», más adelante en la temporada.
Las escenas representando a Washington D. C. en el episodio fueron filmadas en la Universidad Simon Fraser en Burnaby Mountain en Columbia Británica. Filmar en este lugar se vio dificultado por el espacio reducido disponible para instalar el equipo necesario. El extraterrestre invisible que aparece en este episodio parece estar inspirado en la película Predator. El extraterrestre se hizo deliberadamente invisible para que asustara más a la audiencia, y el creador de la serie Chris Carter señaló que «lo que no ves da más miedo que lo que ves». La directora de reparto Lynne Carrow estaba orgullosa de la interpretación de Scott Bellis como Max, llamándolo en 1995 quizás su hallazgo más orgulloso en el casting del programa, diciendo que él «simplemente nos dejó sin aliento». Carter también elogió la actuación de la estrella invitada Marshall Bell como el coronel Henderson y estaba orgulloso de que el episodio permitiera a los productores ampliar el papel de Garganta Profunda  El actor Brent Stait, que interpreta al cabo Taylor en el episodio, enseña junto a William B. Davis en el Centro de Estudios de Actores William Davis en Vancouver.

## Recepción
«Fallen Angel» se estrenó en la cadena Fox el 19 de noviembre de 1993. Este episodio obtuvo una calificación Nielsen de 5,4, con una participación de nueve, lo que significa que en los Estados Unidos, aproximadamente el 5,4 por ciento de todos los hogares equipados con televisión, y el nueve por ciento de los hogares que ven televisión, sintonizaron el episodio. Fue visto por 5,1 millones de hogares. Este es el episodio de la serie con la audiencia más baja jamás transmitido.
El episodio fue en su mayoría bien recibido, con una retrospectiva de la primera temporada en Entertainment Weekly calificándolo con una B+, describiéndolo como «Un episodio muy atractivo que hace el mejor trabajo hasta ahora para iluminar la posición de los agentes en relación con el gobierno»; destacando también el personaje de Max Fenig como precursor de los pistoleros solitarios. Keith Phipps, escribiendo para The A.V. Club, también calificó el episodio con una B+, calificándolo de «una entrada fuerte», descubriendo que sirvió como una «revelación lenta» de los temas de la serie. Phipps también señaló la importancia de Max Fenig como un signo del «costo humano exigido por todos los sucesos oscuros» en la serie, afirmando que «sin Max, simplemente tenemos a Mulder y Scully persiguiendo un misterioso objeto caído y llegando con las manos vacías. Con Max, empezamos a darnos cuenta de lo que está en juego». Matt Haigh, que escribe para Den of Geek, dio una reseña negativa, calificándolo de «cuarenta minutos mundanos» que «realmente no impresionan», y señalando que la trama sigue «más o menos el mismo patrón», como los episodios anteriores de la mitología. Robert Shearman y Lars Pearson, en su libro Wanting to Believe: A Critical Guide to The X-Files, Millennium & The Lone Gunmen, calificaron el episodio con tres estrellas de cinco. Shearman describió «Fallen Angel» como una producción «con estilo e ingenio», sintiendo que presentaba una trama relativamente estática pero que, sin embargo, era entretenida. Encontró que la actuación de Duchovny en el episodio, y su escena final con las ambiguas motivaciones de Garganta Profunda, fueron los aspectos más destacados de un episodio que de otro modo estaría lleno de «humo y espejos»; comparándolo con el episodio anterior «Conduit» en este sentido.